# David Rudman (sports de combat)
Pour les articles homonymes, voir David Rudman.
David Rudman (né le 13 avril 1943 à Kouïbychev et mort le 8 février 2022) est un champion d'URSS de lutte, un champion du monde de sambo et un champion d'Europe de judo,.

## Vie personnelle
Rudman est d'origine juive et est né à Kouïbychev (désormais nommée Samara),. Il émigre ensuite aux États-Unis et s'installe à New York.

## Carrière sportive

### Lutte
Il est membre du club omnisports du Dinamo Moscou.
De 1965 à 1969 et en 1973, il est sacré champion soviétique de lutte dans la catégorie des moins de 70 kg. Il est vice-champion d'URSS de 1970 à 1972, et troisième en 1974.

### Sambo
En 1967, il remporte le premier tournoi international de sambo en moins de 70 kg,,. Rudman décrit le sambo comme une « combinaison de plusieurs formes d'arts martiaux, destinées à donner l'avantage aux soldats soviétiques au combat au corps à corps ». En 1973, il devient le premier champion du monde dans la catégorie des moins de 68 kg. Il est six fois champion d'URSS.

### Judo
En 1969, il est sacré champion d'Europe de judo en moins de 70 kg, remportant tous ses matchs à Ostende, dans un podium composé des Polonais Antoni Zajkowski et Czeslaw Kur ainsi que du Français Patrick Vial. Il est médaillé de bronze aux Championnats du monde de judo 1969 à Mexico en moins de 70 kg,,,,,. En 1970, il fait partie de l'équipe soviétique championne d'Europe à Berlin dans la catégorie des moins de 70 kg,,,.

## Le dirigeant sportif
Rudman est le fondateur et le directeur de l'école de sport Sambo-70 de Moscou,,.
Durant les années 2000, il a été président de la Fédération américaine de sambo amateur ainsi que de la Fédération internationale de sambo,,.